# بنگ!
بنگ! (به انگلیسی: Whaam!) یک نقاشی دولوحی از هنرمند آمریکایی روی لیکتنستاین است که در سال ۱۹۶۳ خلق شده. این اثر یکی از شناخته شده‌ترین آثار پاپ آرت و یکی مهم‌ترین آثار لیکتنستاین است. بنگ! اولین بار در سال ۱۹۶۳ در گالری لئو کستلی نیویورک به نمایش درآمد و در سال ۱۹۶۶ توسط گالری تیت لندن خریداری شد و از سال ۲۰۰۶ به طور دائمی در تیت مدرن در معرض نمایش است.
لوح سمت چپ یک هواپیمای جنگنده را در حال شلیک راکت نشان می‌دهد که در لوح سمت راست به هواپیمای دیگری برخورد کرده و آن را منفجر می‌کند. لیکتنستاین این تصویر را از کتاب‌های داستان مصور با موضوع جنگ الهام گرفت. 